# 東貴志村
東貴志村（ひがしきしむら）は、和歌山県那賀郡にあった村。現在の紀の川市貴志川町の南東部、貴志川の右岸にあたる。

## 地理
- 山岳：高尾山
- 河川：貴志川、山田川

## 歴史
- 1889年（明治22年）4月1日 - 町村制の施行により、北村・岸小野村・高尾村・井ノ口村の区域をもって発足。
- 1955年（昭和30年）3月31日 - 中貴志村・西貴志村・丸栖村と合併して貴志川町が発足。同日東貴志村廃止。